# Bin of Cullen
Bin of Cullen är ett berg i Storbritannien.   Det ligger i kommunen Moray och riksdelen Skottland, i den norra delen av landet, 700 km norr om huvudstaden London. Toppen på Bin of Cullen är 320 meter över havet, eller 163 meter över den omgivande terrängen. Bredden vid basen är 20,3 km.
Terrängen runt Bin of Cullen är platt åt nordost, men åt sydväst är den kuperad. Havet är nära Bin of Cullen norrut.Runt Bin of Cullen är det ganska glesbefolkat, med 39 invånare per kvadratkilometer. Närmaste större samhälle är Buckie, 5,8 km väster om Bin of Cullen. I omgivningarna runt Bin of Cullen växer i huvudsak blandskog.